# Associazione Calcio Venezia 1992-1993
Questa voce raccoglie le informazioni riguardanti l'Associazione Calcio Venezia nelle competizioni ufficiali della stagione 1992-1993.

## Stagione
Nella stagione 1992-1993 il Venezia disputa il torneo cadetto, ottenendo 36 punti che sono valsi l'undicesimo posto in classifica. Sulla panchina il confermato Alberto Zaccheroni, in campionato i lagunari partono bene: al termine del girone di andata hanno 22 punti, solo due punti sotto la zona promozione. Tuttavia in inizio febbraio gli arancioneroverdi incappano in una doppia sconfitta contro Ascoli e Piacenza, che inducono il patron Maurizio Zamparini al cambio allenatore; viene chiamato Pietro Maroso che resta in sella sei partite, con un bottino discreto di sette punti, ma non sufficienti per il presidente, che ritorna sui suoi passi richiamando Zaccheroni in panca fino al termine del campionato, chiuso in undicesima posizione.
In Coppa Italia il Venezia nel primo turno, giocato a Mestre, elimina dal torneo il Cosenza, quindi nel secondo turno piega l'Atalanta nel doppio confronto, anche grazie allo 0-2 a tavolino della gara giocata a Bergamo e pareggiata sul campo (1-1); negli ottavi di finale cede il passo al Parma, detentore del trofeo.

## Rosa
| N. |                   | Ruolo | Calciatore           |
| -- | ----------------- | ----- | -------------------- |
|    | Italia (bandiera) | D     | Fabiano Ballarin     |
|    | Italia (bandiera) | P     | Loris Biasetto       |
|    | Italia (bandiera) | A     | Enio Bonaldi         |
|    | Italia (bandiera) | C     | Diego Bortoluzzi     |
|    | Italia (bandiera) | A     | Salvatore Campilongo |
|    | Italia (bandiera) | P     | Massimiliano Caniato |
|    | Italia (bandiera) | D     | Flavio Chiti         |
|    | Italia (bandiera) | A     | Ignazio D'Amato      |
|    | Italia (bandiera) | C     | Giancarlo Filippini  |
|    | Italia (bandiera) | C     | Pierluigi Di Già     |
|    | Italia (bandiera) | A     | Marco Delvecchio     |
|    | Italia (bandiera) | C     | Tiziano De Patre     |
|    | Italia (bandiera) | C     | Roberto Fogli        |

| N. |                   | Ruolo | Calciatore          |
| -- | ----------------- | ----- | ------------------- |
|    | Italia (bandiera) | D     | Matteo Ghezzo       |
|    | Italia (bandiera) | A     | Tomas Giro          |
|    | Italia (bandiera) | D     | Maurizio Lizzani    |
|    | Italia (bandiera) | C     | Pietro Maiellaro    |
|    | Italia (bandiera) | D     | Pietro Mariani      |
|    | Italia (bandiera) | P     | Roberto Menghini    |
|    | Italia (bandiera) | C     | Santo Parise        |
|    | Italia (bandiera) | D     | Andrea Poggi        |
|    | Italia (bandiera) | C     | Francesco Romano    |
|    | Italia (bandiera) | C     | Roberto Rossi       |
|    | Italia (bandiera) | A     | Fulvio Simonini     |
|    | Italia (bandiera) | C     | Valerio Mazzucato   |
|    | Italia (bandiera) | C     | Rufo Emiliano Verga |

## Risultati

### Serie B

#### Girone di andata
| Bologna 6 settembre 1992 1ª giornata | Bologna                       | 0 – 0 | Venezia | Stadio Renato Dall'Ara\| Arbitro: \| Quartuccio (Torre Annunziata) \| |
| Arbitro:                             | Quartuccio (Torre Annunziata) |       |         |                                                                       |

| Arbitro: | Arena (Ercolano) |

|                                 |           |           |
| Bortoluzzi 7’, 29’ R. Rossi 77’ | Marcatori | 12’ Lerda |

| Arbitro: | Pezzella (Frattamaggiore) |

|                |           |  |
| B. Carbone 45’ | Marcatori |  |

| Venezia 27 settembre 1992 4ª giornata | Venezia         | 0 – 0 | Piacenza | Stadio Pierluigi Penzo\| Arbitro: \| Dinelli (Lucca) \| |
| Arbitro:                              | Dinelli (Lucca) |       |          |                                                         |

| Arbitro: | Cinciripini (Ascoli Piceno) |

|                        |           |                           |
| Nappi 53’ Bottazzi 54’ | Marcatori | 69’ Bortoluzzi 90’ Di Già |

| Arbitro: | Pellegrino (Barcellona Pozzo di Gotto) |

|                |           |  |
| Delvecchio 79’ | Marcatori |  |

| Arbitro: | Trentalange (Torino) |

|  |           |                                 |
|  | Marcatori | 13’ Bonaldi 36’, 90’ Campilongo |

| Arbitro: | Brignoccoli (Ancona) |

|                           |           |  |
| Campilongo 14’ Di Già 52’ | Marcatori |  |

| Arbitro: | Felicani (Bologna) |

|                                                     |           |                                    |
| Campilongo 27’, 60’, 65’ Bonaldi 36’ Bortoluzzi 70’ | Marcatori | 45’ Capocchiano 52’ (aut.) Mariani |

| Arbitro: | Stafoggia (Pesaro) |

|              |           |                            |
| Rastelli 36’ | Marcatori | 28’ Bortoluzzi 82’ Bonaldi |

| Arbitro: | Conocchiari (Macerata) |

|                       |           |  |
| Poggi 23’ Bonaldi 60’ | Marcatori |  |

| Arbitro: | Nicchi (Arezzo) |

|                        |           |                           |
| Gualco 13’ Tentoni 14’ | Marcatori | 48’ Maiellaro 50’ Bonaldi |

| Arbitro: | Amendolia (Messina) |

|                |           |              |
| Campilongo 77’ | Marcatori | 8’ Simonetta |

| Arbitro: | Pairetto (Nichelino) |

|                  |           |  |
| Pacione 48’, 62’ | Marcatori |  |

| Arbitro: | Cardona (Milano) |

|             |           |  |
| Bonaldi 90’ | Marcatori |  |

| Arbitro: | Rosica (Roma) |

|             |           |  |
| Rizzolo 51’ | Marcatori |  |

| Venezia 3 gennaio 1993 17ª giornata | Venezia         | 0 – 0 | Verona | Stadio Pierluigi Penzo\| Arbitro: \| Cesari (Genova) \| |
| Arbitro:                            | Cesari (Genova) |       |        |                                                         |

| Arbitro: | Luci (Firenze) |

|                                  |           |  |
| Paolino 40’ Provitali 84’ (rig.) | Marcatori |  |

| Arbitro: | Mughetti (Cesena) |

|  |           |              |
|  | Marcatori | 74’ Polidori |

#### Girone di ritorno
| Arbitro: | Braschi (Prato) |

|             |           |  |
| Bonaldi 75’ | Marcatori |  |

| Arbitro: | Chiesa (Milano) |

|                            |           |                            |
| Hubner 32’ Lantignotti 42’ | Marcatori | 41’ Mariani 90’ Bortoluzzi |

| Arbitro: | Boggi (Salerno) |

|  |           |              |
|  | Marcatori | 71’ Bierhoff |

| Arbitro: | Arena (Ercolano) |

|                               |           |               |
| De Vitis 15’, 80’ Piovani 28’ | Marcatori | 17’ Mazzucato |

| Venezia 28 febbraio 1993 24ª giornata | Venezia             | 1 – 0 | SPAL | Stadio Pierluigi Penzo\| Arbitro: \| Franceschini (Bari) \| |
| Arbitro:                              | Franceschini (Bari) |       |      |                                                             |

| Arbitro: | Pellegrino (Barcellona Pozzo di Gotto) |

|                 |           |             |
| Muro 39’ (rig.) | Marcatori | 10’ Bonaldi |

| Arbitro: | Conocchiari (Macerata) |

|                                              |           |  |
| Dore 10’ (aut.) Filippini 21’ Bortoluzzi 26’ | Marcatori |  |

| Arbitro: | Quartuccio (Torre Annunziata) |

|                        |           |  |
| Bia 36’ Signorelli 90’ | Marcatori |  |

| Bari 4 aprile 1993 28ª giornata | Bari            | 0 – 0 | Venezia | Stadio San Nicola\| Arbitro: \| Dinelli (Lucca) \| |
| Arbitro:                        | Dinelli (Lucca) |       |         |                                                    |

| Arbitro: | Fabricatore (Roma) |

|               |           |                  |
| F. Romano 52’ | Marcatori | 42’ Di Francesco |

| Arbitro: | Rodomonti (Teramo) |

|                            |           |             |
| Brambilla 40’ Robbiati 50’ | Marcatori | 65’ Mariani |

| Arbitro: | Braschi (Prato) |

|               |           |                |
| F. Romano 21’ | Marcatori | 3’ Gindebiaggi |

| Arbitro: | Cinciripini (Ascoli Piceno) |

|              |           |  |
| Di Livio 63’ | Marcatori |  |

| Arbitro: | Racalbuto (Gallarate) |

|  |           |             |
|  | Marcatori | 53’ Pacione |

| Arbitro: | Fabricatore (Roma) |

|                                     |           |  |
| Coppola 32’, 84’, 90’ Petracchi 63’ | Marcatori |  |

| Arbitro: | Luci (Firenze) |

|                |           |                       |
| Delvecchio 16’ | Marcatori | 48’ (rig.) Ceramicola |

| Arbitro: | Bettin (Padova) |

|            |           |                |
| Lunini 78’ | Marcatori | 15’ Delvecchio |

| Arbitro: | Bolognino (Milano) |

|                      |           |               |
| F. Romano 86’ (rig.) | Marcatori | 28’ Provitali |

| Arbitro: | Franceschini (Bari) |

|                                             |           |                                   |
| Scarafoni 20’ Polidori 38’ (rig.) Fasce 51’ | Marcatori | 13’ Bonaldi 68’ (rig.) Campilongo |

### Coppa Italia

#### Turni preliminari
| Arbitro: | Braschi (Prato) |

|                            |           |  |
| Simonini 21’ F. Romano 88’ | Marcatori |  |

| Arbitro: | Pairetto (Nichelino) |

|                |           |             |
| Valenciano 50’ | Marcatori | 75’ Bonaldi |

| Arbitro: | Conocchiari (Macerata) |

|              |           |                     |
| Bonaldi 103’ | Marcatori | 10’ Ganz 67’ Bordin |

#### Fase finale
| Arbitro: | Boggi (Salerno) |

|              |           |  |
| Asprilla 35’ | Marcatori |  |

| Arbitro: | Baldas (Trieste) |

|             |           |             |
| Bonaldi 25’ | Marcatori | 81’ Minotti |